# Federació Catalana d'Halterofília
La Federació Catalana d'Halterofília és l'organisme rector de l'halterofília i organitza les principals competicions que es disputen a Catalunya com a dins de la Reial Federació Espanyola d'Halterofilia. Forma part de la Unió de Federacions Esportives de Catalunya.

## Història
L'halterofília com esport federat a Catalunya té els seus orígens als locals del Centre Gimnàstic Barcelonès el 1952, club pioner d'aquest esport. La Federació Catalana es va constituir el 1967, moment en què es desvincula de la Federació Catalana de Gimnàstica i es constitueix la Federació Catalana d'Halterofília, que va quedar integrada dins de la Federació Espanyola creada el novembre de 1966. La reunió constituent va tenir lloc el 19 de gener de 1967 a Barcelona i la primera Junta Directiva la van formar tretze persones sota la presidència de Jaume Figueras i les vicepresidències d'Albert López i Emili Langa.
Des del seus inici s'organitza la primera Lliga Catalana, el Campionat d'Espanya absolut el 1970 i diverses competicions internacionals, així com la creació dels col·lectius d'entrenadors i de jutges. Jaume Figueras va presentar la seva dimissió l'any 1974 per ser nomenat vicepresident de la Federació Espanyola, que posteriorment va presidir, i el va succeir en el càrrec Manuel Sanz, la tasca del qual es va caracteritzar pels grans muntatges que va fer en les competicions d'halterofília i el gran èxit de públic en cada exhibició de pesos que organitzava. El 1976 es va construir el Gimnàs-Escola d'Halterofília de Matadepera i el Pavelló Municipal d'Halterofília de Terrassa (actualment ubicat al Club de Peses Terrassa), d'on van sorgir una bona remesa de campions.
Per a la seva promoció es va instaurar el Disc de Ferro, la més alta distinció que atorga la federació; el Trofeu Puigcorbé, guardó del Col·legi de Jutges; el trofeu Ursus de promoció infantil, i el Trofeu de la Generalitat de Catalunya que es va celebrar a Girona entre 1980 i 1992.
També es va engegar la creació del Club Halterofília Rubí, Club Halterofília Granollers i Club Halterofília Milà i Fontanals, entre d'altres.
A dia de 2024, la Federació disposa de 12 clubs, on actualment destaquen el Club Halterofilia Girona, el Club de Peses Terrassa, el Club Halterofilia Molins de Rei o el Club Halterofilia Matadepera entre els més exitosos en els darrers anys. Entre els atletes més destacats ens trobem a Santiago Martínez (JJOO 2004), Marcos Ruiz (JJOO 2020) i Sira Armengou (medallista en arrencada al Campionat Europeu 2024).

## Presidents

### Jaume Figueras Grau(1967-1973 i 1990)
El 1950 va ser campió de Catalunya d'halterofília en la categoria de pes pesant abans de ser nomenat president de la secció d'halterofília de la Federació Catalana de Gimnàstica el 1962. Va presidir la Federació fins a finals de 1973, quan va dimitir per ser nomenat vicepresident de l'Espanyola, i dos anys després va guanyar les eleccions a la presidència de la Federació Espanyola d'Halterofília, càrrec que va ocupar durant una legislatura fins al 1981. El 1990 va tornar a la presidència de la Federació Catalana, però poques setmanes després va haver de deixar el càrrec per motius de salut.

### Manuel Sanz Alegre (1974-1976)
President del Club de Peses Terrassa i vicepresident de la Federació Catalana d'Halterofília des de 1973, va ser elegit president el mes d'abril de 1974 i es va mantenir en el càrrec fins a finals de 1976. Com a president del Club de Peses Terrassa, va destacar per l'organització de moltes competicions, entre aquestes diverses d'internacionals, com l'encontre entre la selecció catalana i una del sud de França que va tenir lloc el 7 de juliol de 1973 al pavelló de la Sagrada Família de Terrassa.

### Joan Peña Morera(1977-1990 i 1992-2001)
Membre de la primera junta directiva de la Federació Catalana d'Halterofília l'any 1967, va ser vocal, president del Col·legi d'Àrbitres i vicepresident de la Federació fins que el 1977, es va convertir en president com a candidat únic. Va ocupar el càrrec fins al 1990 i després dels Jocs Olímpics de 1992 va tornar a posar-se al capdavant de la Federació Catalana, fins al 2001.

### Enric Dalmau Planas (1990-1992)
Es va iniciar en l'halterofília en el GEiEG, on també va fer les primeres tasques de dirigent, també va ser president del Col·legi de Jutges entre 1987 i 1990. Durant el seu mandat, va ser el representant de l'halterofília en el Comitè Organitzador dels Jocs Olímpics de Barcelona. En deixar la presidència va ser president de la Comissió Esportiva del GEiEG entrte 1994 i 1998 i va seguir fent de jutge d'halterofília en tot tipus de competicions d'àmbit nacional, estatal i internacional.

### José Luis Martínez Ocaña (2001-2011)
Es va iniciar en l'halterofília a la Penya Doble Set de Girona i va ser un destacat aixecador que va participar en els Jocs Olímpics de Seül i els Jocs Olímpics de Barcelona. En el seu palmarès com a aixecador hi destaquen també set títols de campió d'Espanya en la categoria de 52 quilos, dues medalles de bronze a l'Europeu d'Atenes de 1986, l'or del Campionat de la Comunitat Econòmica Europea de 1989 i dos bronzes en els Jocs del Mediterrani del 1987 i del 1991). Acabada la seva carrera en actiu, es va passar a les tasques dirigents.

### David Soria Valdivia (2011-2013)
Aixecador i entrenador del Club Halterofília Molins de Rei, va arribar a la presidència després d'haver ocupat els càrrecs de vocal i vicepresident. També ha estat entrenador de la selecció catalana i de l'espanyola.

### Rubén Viudes Sánchez (2013-2016)
Es va iniciar als nou anys en el Club Halterofília Matadepera. Ha estat atleta del Centre d'Alt Rendiment de Sant Cugat del 1998 al 2013 moment en què va ser campió d'Espanya en totes les categories, inclosa l'absoluta. També ha estat internacional tant amb la selecció catalana com amb l'absoluta.

### Francisco García Rodríguez (2016-2023)
És el director del Club Halterofília Piràmide L'Hospitalet. Durant la seva presidència, va organitzar el Mundial d'Halterofilia per a Màsters en 2018 i va fer front a l'esport durant la pandèmia del COVID-19. Gràcies a la influència del CrossFit, va aconseguir captar bastants més atletes federats durant aquests anys.
A finals de 2023 va dimitir com a president, deixant a Ramon Ibáñez com a president en funcions entre octubre de 2023 fins a març de 2024.

### Jonatan Hernández Busto (2024-)
Va ser atleta al Club Halterofília Halter de Lleida, però actualment competeix pel Club Halterofilia Girona. Li acompanyen Daniel Toro (atleta al C.H.Matadepera) com a tresorer i Miguel Moreno (ex-secretari del C.H.Sabadell) com a secretari.